# Día Internacional Drag
El Día Internacional del Drag (en inglés International Drag Day) es un evento anual que se celebra el 16 de julio y tiene como objetivo celebrar y reconocer el arte del drag en todo el mundo.

## Historia
El Día Internacional del Drag fue fundado por Adam Stewart en 2009 a través de su página de fanes de Drag queens en Facebook, con el objetivo principal de proporcionar a las Drag queen el espacio para exponer su creatividad y cultura de manera adecuada. En una entrevista a Guidetogay.com, Adam describe el evento diciendo:

«International Drag Day is a day where all around the world on every gay scene we take this opportunity to celebrate and thank the drag artists that add so much to gay life and culture. This is the reason I launched this concept. I saw that there was no such day or event on an international platform in which we celebrated drag artists.»
«El Día Internacional del Drag es un día en el que en todo el mundo, en cada escena gay, aprovechamos esta oportunidad para celebrar y agradecer a los artistas del drag que aportan mucho a la vida y cultura gay. Esta es la razón por la que lancé este concepto. Vi que no había tal día o evento en una plataforma internacional en la que celebramos los artistas del drag».

En la edición de 2017, el meteorólogo de la BBC, Owain Wyn Evans, realizó un pronóstico meteorológico con una temática drag queen y rindió homenaje a las artistas del Drag y a RuPaul’s Drag Race como una forma de mostrar su apoyo a la celebración.

## Actividades
Además de los espectáculos artísticos y las actuaciones, se organizan discusiones y mesas de debate sobre los derechos y la situación de los artistas Drag en diferentes países, el papel de la comunidad Drag en el movimiento LGBT, el feminismo y otros temas al compartir experiencias de la vida diaria.

## Auspiciadores
Guidetogay.com fue el principal socio mediático para la celebración anual en 2009 como uno de sus canales más importantes para comunicar el concepto y difundirlo en todo el mundo. 
Feast of Fun, el programa de entrevistas con sede en Chicago, ayudó a promover el evento también realizando un podcast en el que Fausto Fernós, Marc Felion y la drag queen Elysse Giovani discutieron las actividades realizadas. 
En Australia, el Stonewall Hotel fue un socio logístico para una de las ediciones y organizó un evento para celebrar el día.